# Смолянка (Одесская область)
Смолянка (укр. Смолянка) — село, относится к Кодымскому району Одесской области Украины.
Население по переписи 2001 года составляло 434 человек. Почтовый индекс — 66023. Телефонный код — 4867. Занимает площадь 1,85 км².

## Местный совет
66023, Одесская обл., Кодымский р-н, с. Смолянка